# استیو جابز (کتاب)
زندگی نامه استیو جابز نام کتاب زندگی نامه رسمی استیو جابز است که به درخواست خود او و توسط زندگی‌نامه‌نویس مشهور، والتر ایزاکسون، نوشته شده‌است.
این زندگی‌نامه حاصل بیش از چهل مصاحبه با جابز و صدها مصاحبه با اعضای خانواده، دوستان، دشمنان، رقبا و همکاران اوست که طی مدت دو سال انجام شده‌است. گفته می‌شود که جابز مصاحبه شوندگان را قانع کرده‌است که صادقانه مصاحبه کنند. جابز در تهیه این کتاب با ایزاکسون همکاری کرد، اما به جز در مورد طرح روی جلد، هیچ کنترلی روی محتوای کتاب نداشت و از حق خود برای مطالعه کتاب قبل از انتشار چشمپوشی کرد.
جابز اولین بار برای درخواست نگارش این کتاب در سال ۲۰۰۴ با ایزاکسون تماس گرفت، اما ایزاکسون از این کار سر باز زد. سرانجام در سال ۲۰۰۹ و پس از جدی شدن سرطان جابز، لورین پاول، همسر جابز، با ایزاکسون تماس گرفت و گفت: «گر می‌خواهی کتابی در مورد استیو بنویسی، بهتر است همین الان این کار را بکنی.» ایزاکسون پس از آگاهی از جدی بودن بیماری جابز تصمیم به نگارش کتاب گرفت.
در ابتدا قرار بود کتاب در ۶ مارس ۲۰۱۲ وارد بازار شود، اما به دلیل بدتر شدن وضعیت جسمانی جابز، تاریخ انتشار به ۲۱ نوامبر ۲۰۱۱ تغییر یافت. درگذشت جابز در ۵ اکتبر ۲۰۱۱ باعث شد که کتاب زودتر از موعد و در تاریخ ۲۴ اکتبر ۲۰۱۱ منتشر شود. کتاب کمتر از ۳ ماه پس از انتشار به پرفروشترین کتاب جهان تبدیل شد و رکورد فروش همه زندگی‌نامه‌ها را شکست.
همزمان با انتشار این کتاب به زبان انگلیسی، در ایران ترجمه‌های زیادی از آن آغاز شد. ناصر دادگستر برای اولین بار به‌طور کامل ترجمهٔ فارسی این کتاب را در اینترنت منتشر کرد و به فاصلهٔ دو روز بعد، مهدی ابراهیمی در انتشارات صانعی برای اولین بار نسخهٔ چاپی آن را به زبان فارسی عرضه کرد.